# Wełykyj Wystorop
Wełykyj Wystorop (ukr. Великий Вистороп) – wieś na Ukrainie, w obwodzie sumskim, w rejonie sumskim, w hromadzie Łebedyn. W 2001 liczyła 982 mieszkańców, spośród których 945 wskazało jako ojczysty język ukraiński, 26 rosyjski, a 11 białoruski.